# کوه اسنشن
کوه اسنشن (به انگلیسی: Mount Ascension) یک کوه در ایالات متحده آمریکا است که در Chugach National Forest واقع شده‌است. کوه اسنشن ۱٬۷۴۰٫۴۳ متر بالاتر از سطح دریا واقع شده‌است.